# 最勝寺 (高島市)
最勝寺（さいしょうじ）は、滋賀県高島市勝野にある真宗大谷派に属する寺院。山号は、琶湖山（はこざん）。本尊は阿弥陀如来。

## 歴史（縁起）
蓮如上人が、吉崎御坊へ向かう途次、高島勝野打下から乗船、その折り地下人山田正明に一宇を建立することを指示したと伝えられている。正明は佐々木行実の後裔で山田経豊の子と言われている。
開基は文明3年（1471年）であり、湖西の古刹である。山号の申請に対し、芝の増上寺から幕府に許可しないようにとの要望が提出され、琵琶湖山から琶湖山に変更し金50両を支払った経緯が最勝寺の古文書に記されている。

## 文化財
蓮如上人伝絵 - 「真宗重宝聚英」等に収録されている。この絵伝の存在は、一子のみに伝えられ外部の目に触れることは無かったので、保存状態が極めて良い。公開されたのは近年になってからである。
蓮如自筆六字名号

## 所在地
- 滋賀県高島市勝野2909（旧高島町勝野打下）